# Morebús
El Morebús fue un proyecto de transporte masivo tipo Bus Rapid Transit (BRT) en la ciudad de Cuernavaca, Morelos, México diseñado para mejorar la movilidad urbana a través de carriles exclusivos para autobuses.
El objetivo era reducir la congestión vial, disminuir las emisiones de dióxido de carbono, y ofrecer un servicio de transporte más rápido y eficiente. 
El proyecto incluía una línea troncal principal con líneas alimentadoras que conectarían puntos clave de la ciudad, como la Glorieta Paloma de la Paz, la Universidad Autónoma del Estado de Morelos (UAEM) y la Universidad Politécnica del Estado de Morelos (UPEMOR)

## Detalles del Proyecto
- Longitud: Se planeaba que el sistema cubriera aproximadamente 52 kilómetros, facilitando el acceso a diferentes áreas de Cuernavaca.
- Estaciones: Contaría con 19 estaciones a lo largo de su recorrido, permitiendo una cobertura amplia y accesible para los usuarios.[3]
- Líneas: Se previó que el sistema tuviera 5 líneas, que incluirían una línea troncal y cuatro pretroncales, conectando las principales zonas de la ciudad.
- Tarifas: Aunque no se estableció una tarifa fija en los documentos consultados, se discutió la necesidad de ajustar las tarifas del transporte público en general, en respuesta al aumento de precios de los combustibles. [4]
- Velocidad media: El sistema tendría una velocidad media estimada de 20 km/h, lo que ayudaría a reducir significativamente los tiempos de traslado, estimándose una reducción de hasta un 40% en comparación con el transporte actual. [5]
- Unidad padrón: Contaría con un sistema de monitoreo conectado con el C5 para salvaguardar la seguridad de los usuarios.
- Tipo de combustible: Las unidades usarían energías de uso combinado, eléctrico o con gas, con bajas emisiones de carbono. [6]
- Inversión: La inversión de la primera etapa del Morebús será de 1,474 millones de pesos, de los cuales 394 millones serán a fondo perdido a través del Fondo Nacional de Infraestructura (Fonadin) y el Programa de Apoyo Federal al Transporte Masivo (Protram), así como 545 millones de inversión estatal y 535 de inversión privada. [7]

## Infraestructura
- Infraestructura vial: [8]
  - 36 km de carril mixto, redes pre-troncales, exprés y metropolitanas.
  - 10 km de carril confinado.
  - 6 km de carril preferencial.
- Infraestructura no vial: [3]
  - 1 terminal.
  - 19 estaciones.
  - 20 paraderos.
  - 1 paleta.
- Emisiones contaminantes: Se proyectó una reducción del 53% en emisiones contaminantes

## Propósito y Beneficios
El Morebús estaba diseñado no solo para modernizar el transporte público existente, sino también para ser un sistema no contaminante que ayudaría a disminuir la congestión del tráfico y los accidentes. El proyecto buscaba proporcionar un medio de transporte más seguro y eficiente para los habitantes de Cuernavaca. 
- Se estimó que 128 unidades estarían disponibles para el servicio, con un horario de operación hasta las 24:00 horas.[10]
- Se esperaba que el sistema comenzara a funcionar en el segundo semestre del 2018, proporcionando un transporte público eficiente y moderno.

## Estado Actual
Aunque el proyecto fue confirmado por las autoridades y se había avanzado en su planificación, su estado actual es de cancelación, y no se ha implementado ninguna de las características propuestas. Se había previsto una inversión significativa para su desarrollo, combinando fondos federales, estatales y privados. 